# Gaststätte „pick-nick“

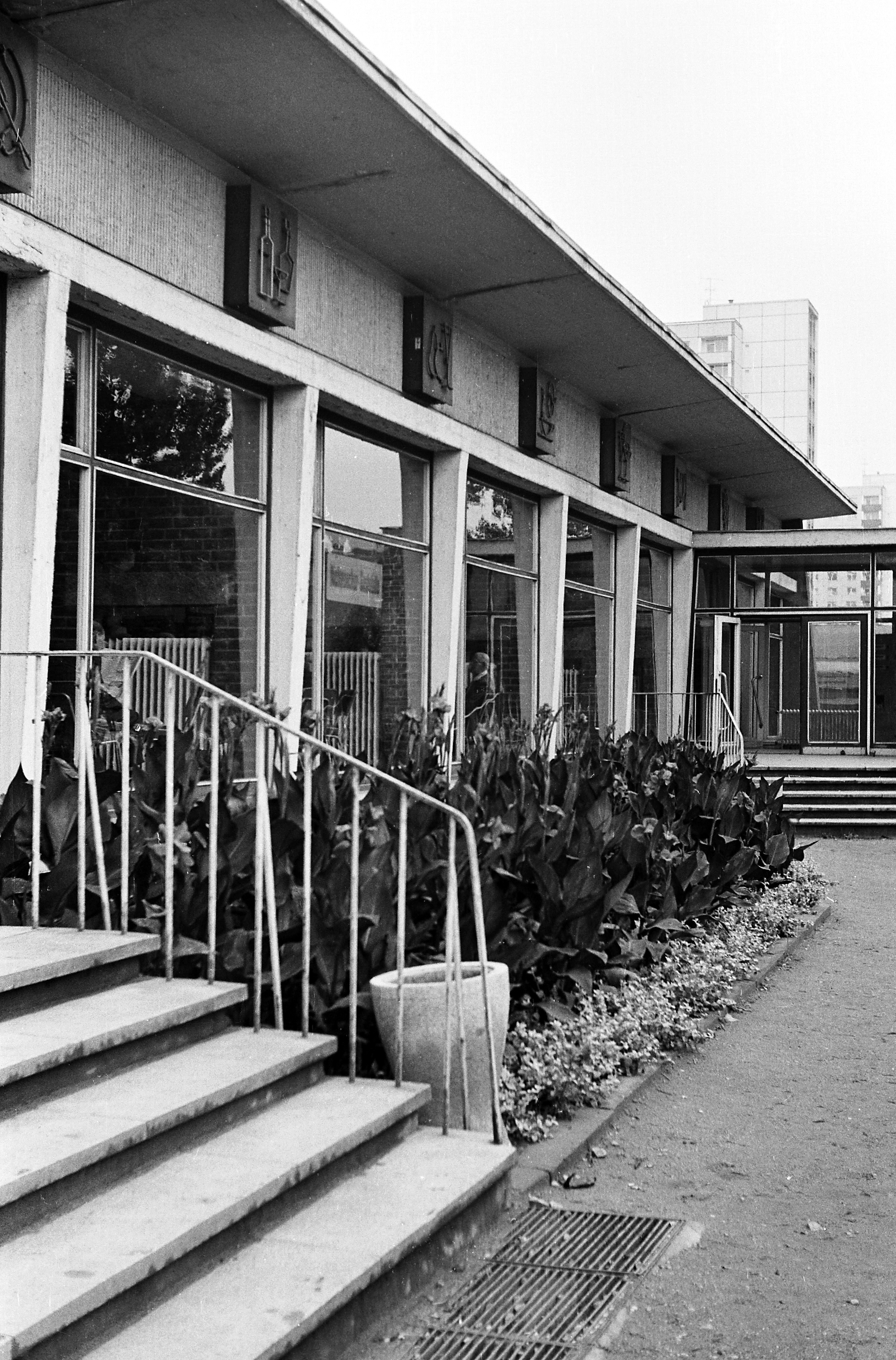
Gaststätte „pick-nick“ von Osten (1970)

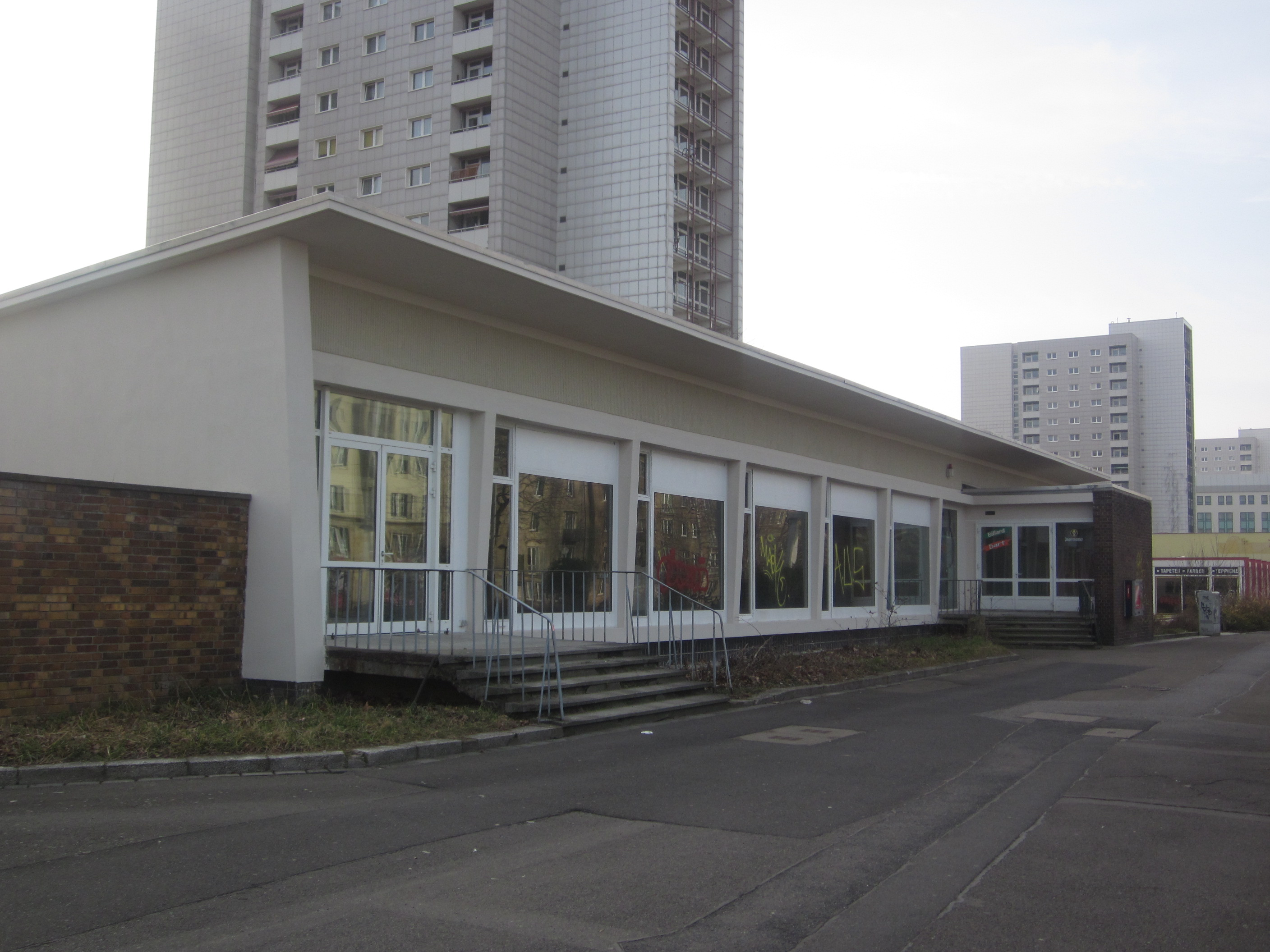
Gaststätte „pick-nick“ von Osten (2014)

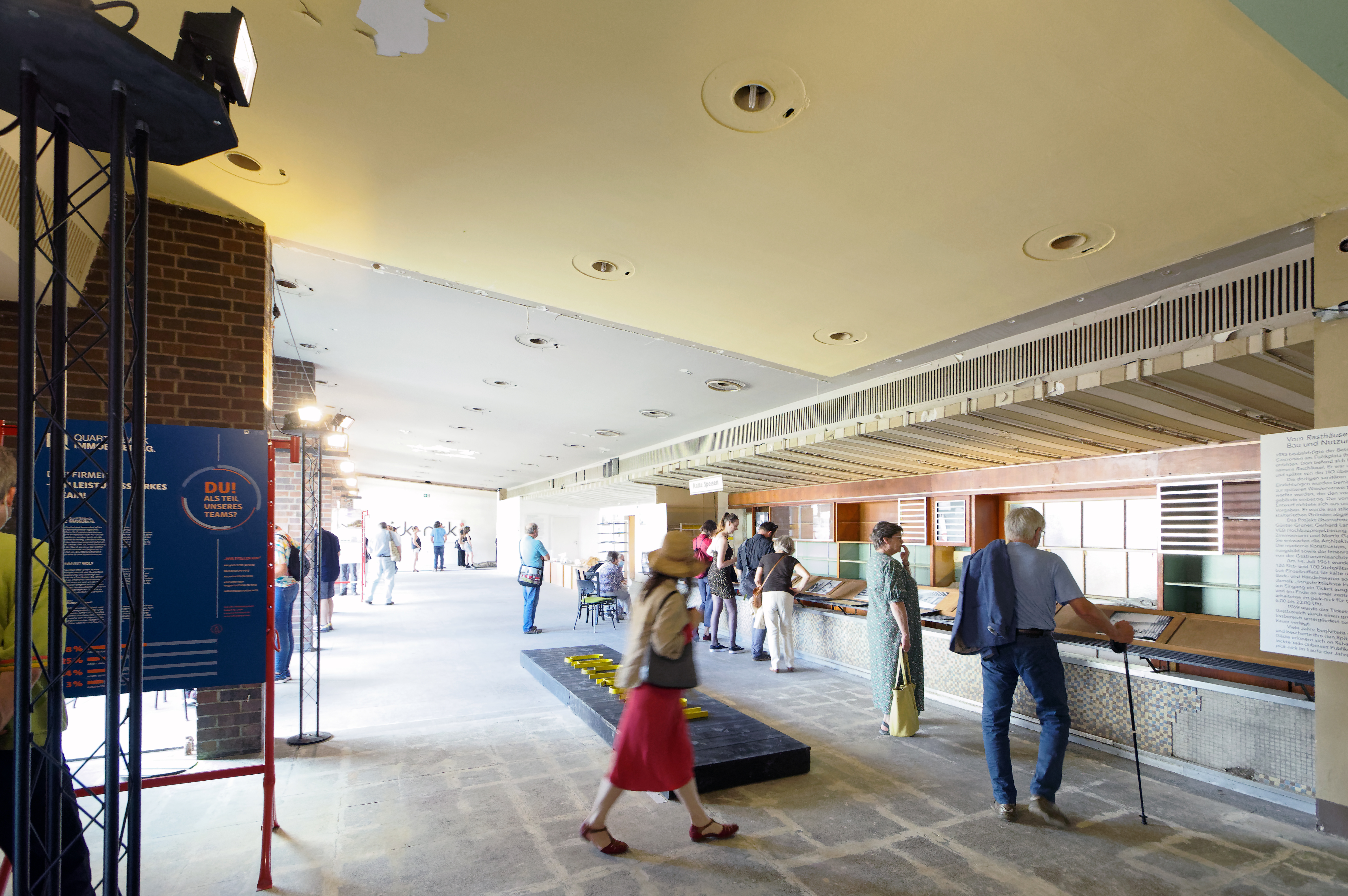
Innenansicht Restaurant „Pick-Nick“ (2021)

Die Gaststätte „pick-nick“ (in vielen Dresdener Veröffentlichungen vereinfacht „Picknick“, Spitzname „Dreckscher Löffel“) war eine Selbstbedienungsgaststätte in der Grunaer Straße in Dresden, die 1960/61 von den Architekten Günter Gruner, Herbert Löschau und Gerhard Landgraf geplant wurde. Im Zuge der Neubebauung des damaligen Fučikplatzes sollte das eingeschossige Gebäude im Pavillonbaustil ein südöstlicher Abschluss sein. Sie gehörte zum HO-Gaststättenbetrieb.

## Geschichte
Am Schluss der Großflächenenttrümmerung nach den Luftangriffen auf Dresden im Jahr 1958 erstreckte sich anstelle eines dicht bebauten Stadtteiles südlich der Grunaer Straße zwischen Fučikplatz und Pirnaischem Platz eine mehrere Hundert Hektar große Freifläche. Konkrete Planungsvorstellungen dafür gab es – zunächst – nicht. Gleichwohl zeichnete sich ab, dass der Bedarf nach weiteren Gaststätten in der Dresdner Innenstadt dringend vorhanden war. Auch bei der Bebauung der Nordseite der Grunaer Straße war eine solche nicht gebaut worden, was bemängelt wurde und auf Abhilfe gedrungen wurde.
Nach einer Idee des HO-Gaststättendirektors von Dresden-Mitte, Josef Kühberger, sollte eine Gaststätte entstehen, in der es schnell und preiswert etwas zu essen geben sollte, überdies war ein starker Durchgangsverkehr zu erwarten. Ein gewisser städtebaulicher Abschluss der Südostecke des Fučikplatzes sollte damit verbunden werden, ohne den weiteren Planungen vorzugreifen. Die von der Stadt beauftragten Architekten planten daher ein Schnellrestaurant mit Selbstbedienung, ein sogenanntes „Ticketrestaurant“, bei dem der Gast am Eingang einen Bon erhielt. An einer langen Theke wählte er Speisen und Getränke aus, der Bon wurde gelocht und bei Verlassen an der Kasse abgerechnet und bezahlt. Es wurde als eingeschossiger Pavillonbau ausgeführt – Gebäude und Restaurant bildeten eine Einheit. Die Gaststätte wurde am 14. Juli 1961 eröffnet und war damals die modernste Selbstbedienungsgaststätte der DDR.
Das Restaurant verfügte über 104 Sitzplätze und 100 Stehplätze. Weil Kosten zu sparen waren, verzichtete das Architektenteam auf einen durchgängigen Keller, was allerdings bedeutete, dass nicht ausreichend Lebensmittel eingelagert werden konnten.
Der ursprüngliche Name der Gaststätte – „pick-nick“ – zierte mindestens bis in die späten 1970er Jahre die westliche Wand des Gebäudes (auf damaligen Fotos zu finden) und wurde wegen technischer Defekte zu einem nicht näher bekannten Zeitpunkt spätestens Mitte der 1980er Jahre, wahrscheinlich früher, entfernt. In den offiziellen Veröffentlichungen der Stadt, wie z. B. den touristischen Stadtführern, wurde allerdings mindestens ab 1968 stets der vereinfachte Name „Picknick“ verwendet. Das Verschwinden des „pick-nick“ war also ebenso unerheblich, wie inzwischen dessen Spitzname im Volksmund etabliert war, denn Sauberkeit und Esskultur ließen im „pick-nick“ bald nach, und so bekam das Haus seinen Spitznamen: viele Dresdner kennen es nur als „Dreckscher Löffel“ (hochdeutsch Dreckiger Löffel), der ursprüngliche Name geriet in Vergessenheit.
Nach 1990 wurde die Gaststätte geschlossen und stand viele Jahre leer. Ab Mitte der 2000er Jahre gab es einen neuen Eigentümer, der im Sommer 2006 das „Picknick“ als eine Art „Partyzone“ nutzte. 2008 gab es die Idee, mit jungen Leuten aus dem Gastronomiebereich etwas Eigenständiges zu schaffen. Das Landesamt für Denkmalpflege prüfte 2013 mit negativem Ergebnis, ob eine Unterschutzstellung nach Sächsischem Denkmalschutzgesetz gerechtfertigt wäre. Spätestens ab Mitte der 2010er Jahre geschah erneut nichts mehr. Der Pavillon stand wiederum leer und wurde nach nunmehr insgesamt zwanzig Jahren Leerstand Gegenstand von Vandalismus.
2019 kaufte der Projektentwickler Immvest Wolf das Gebäude. Als feststand, dass ein Abriss möglich ist, wurde er Ende 2020 beschlossen. Der Bauantrag für eine Neubebauung des Geländes mit einem siebenstöckigen Wohn- und Geschäftshaus mit Dachgarten, das Mietwohnungen und Gewerbeflächen im Erdgeschoss umfasst, wurde im Sommer 2021 eingereicht, genehmigt wurde er am 6. Januar 2022. Der Abriss des Bestands erfolgte im April 2022. Im Sommer 2024 übergab der Bauherr das fertige Gebäude an den neuen Eigentümer. Der Schriftzug „pick-nick“ in Form einer Leuchtreklame erinnert an die Geschichte des vorherigen Gebäudes.
Bevor der „Drecksche Löffel“ abgerissen wurde, gab es ebenfalls im Sommer 2021 zur Geschichte des Gebäudes noch eine Ausstellung mit studentischen Arbeiten zu seiner Ausgestaltung und seiner Geschichte; sie wurde ab Februar 2021 konzipiert.